# Damon Thomas
Damon Andrew Thomas (* 15. Dezember 1970 in Clovis, Kalifornien) ist ein ehemaliger US-amerikanischer American-Football-Spieler auf der Position des Wide Receivers.
Thomas spielte College Football für die Wayne State Wildcats in Nebraska. In der Folge spielte er von 1994 bis 1995 in der National Football League (NFL) für die Buffalo Bills, wo er in zwei Saisons drei Pässe für 49 Yards Raumgewinn fing.
Nach seiner Laufbahn in der NFL spielte er ab 2002 für die Thonon Black Panthers in Frankreich.